# 大嶝对台小额商品贸易市场

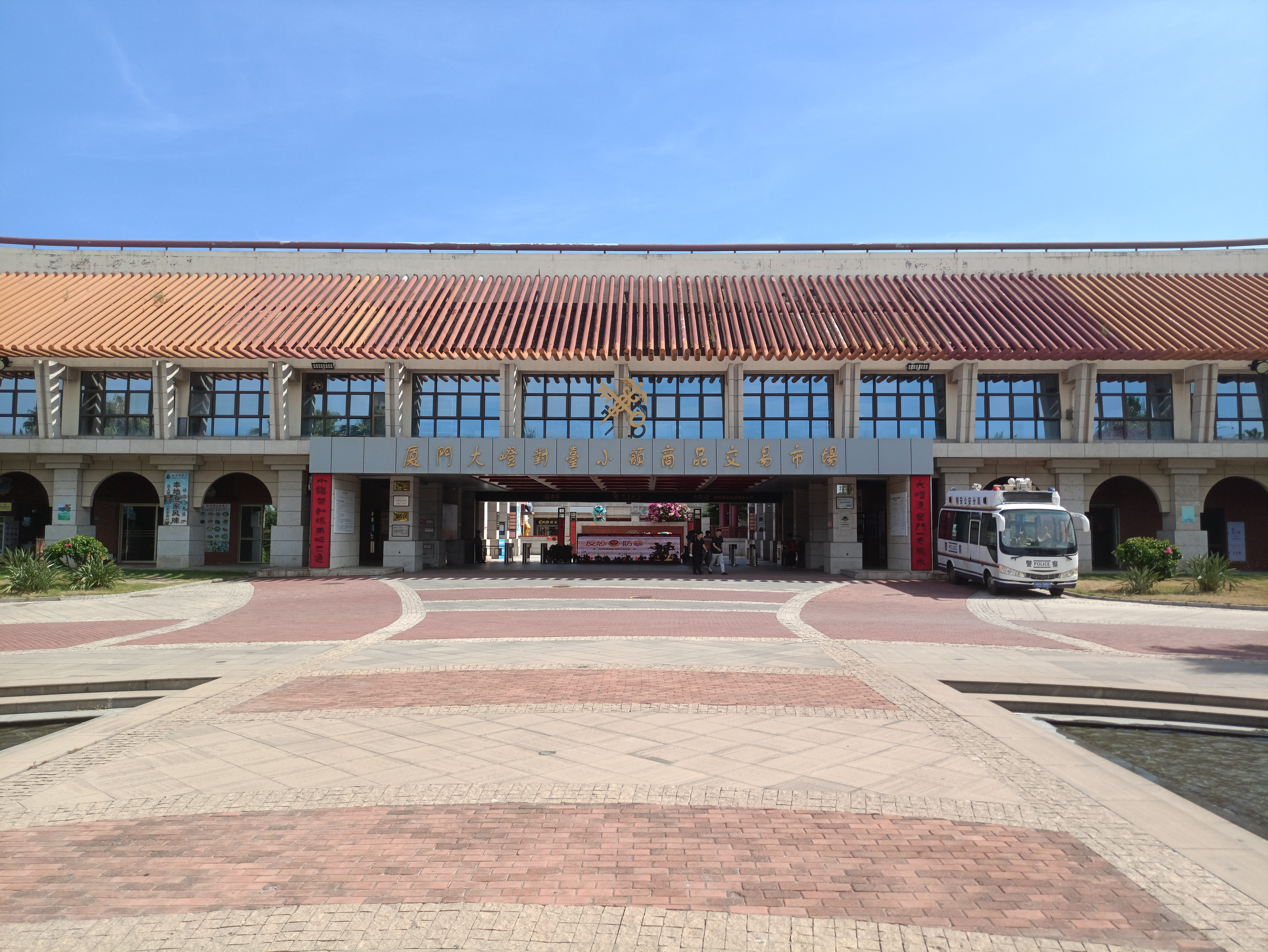

大嶝对台小额商品交易市场位于中国福建省厦门市翔安区大嶝街道，1998年5月由中华人民共和国国务院和中共中央军委联合发文批准设立，目的在于加快台湾和厦门乃至两岸经贸合作的步伐。
交易市场规划总面积0.85平方公里，分为商贸、仓储、加工、综合服务四个功能区，经营范围为土特产、生活用品和旅游商品。交易市场采取封闭式管理，每人每天交易进口商品价值在人民币3000元以下的，免征关税。
于2011年扩建为大嶝小镇·台湾免税公园